# Miś Uszatek (serial animowany)

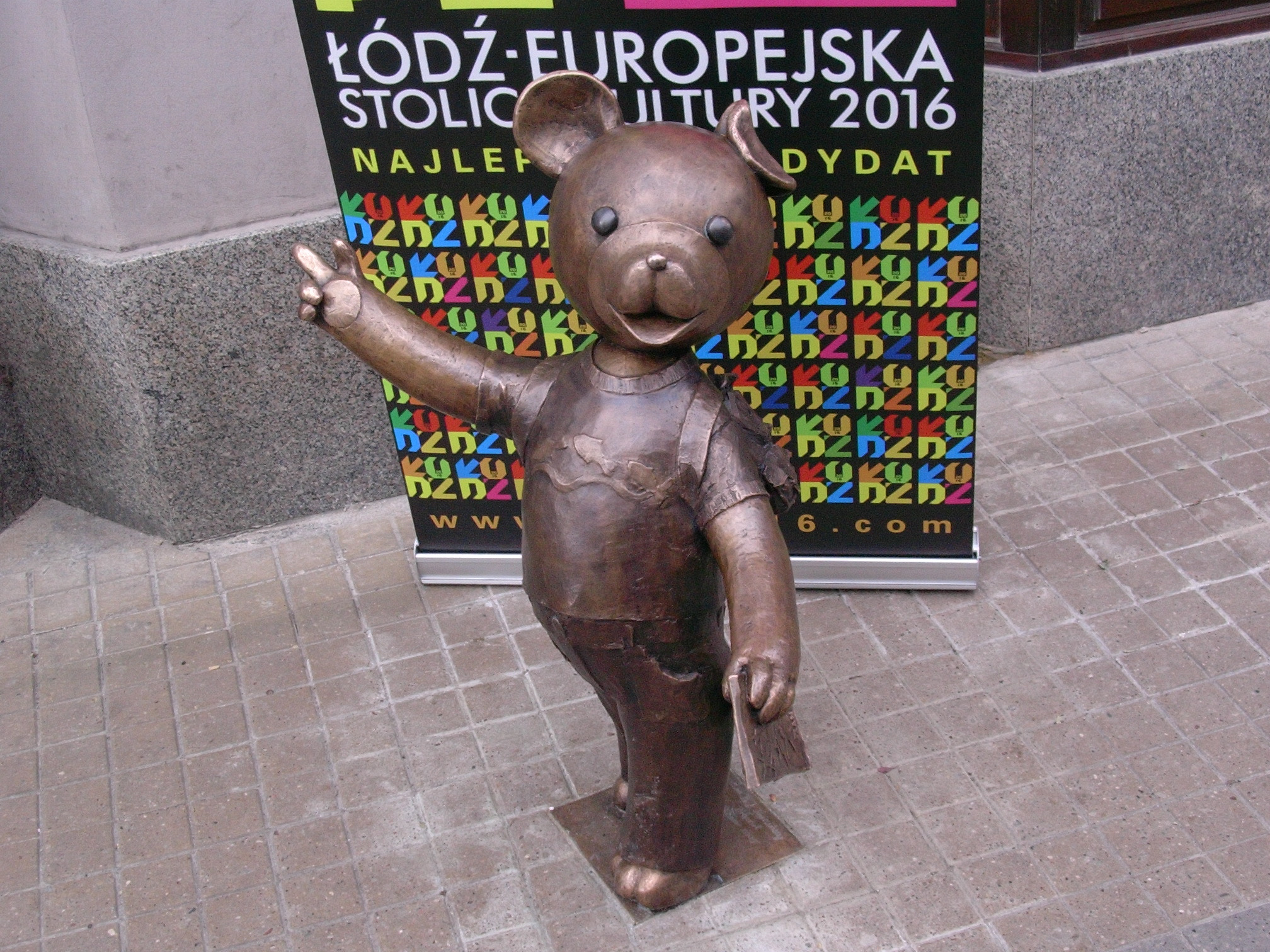
Pomnik Misia Uszatka w Łodzi

Miś Uszatek – polski animowany serial telewizyjny, emitowany w latach 1975–1987. Serial produkowano pod tytułem Przygody Misia Uszatka, jednak widzowie określali go skrótem „Miś Uszatek” i ten tytuł funkcjonuje w świadomości społecznej w Polsce.

## Rodowód tytułowego bohatera
Główną postacią serialu jest Miś Uszatek. Postać ta znana była wcześniej z książek dla dzieci, powstała 6 marca 1957 roku jako dzieło pisarza Czesława Janczarskiego oraz ilustratora Zbigniewa Rychlickiego.
Początkowo Miś Uszatek gościł głównie w pisemku dla dzieci „Miś”, którego był patronem, później stał się bohaterem książek, przetłumaczonych również na obce języki.

## Informacje o serialu
W 1962 powstał pierwszy indywidualny film, według scenariusza napisanego przez Czesława Janczarskiego pod tytułem Miś Uszatek. Prawdziwa eksplozja popularności misia nastąpiła jednak dopiero w 1975 roku, kiedy to Studio Małych Form Filmowych Se-ma-for w Łodzi, na zlecenie Telewizji Polskiej rozpoczęło produkcję lalkowego serialu z Uszatkiem, któremu głosu użyczył Mieczysław Czechowicz. Czesław Janczarski w tym czasie już nie żył i dlatego tematy do scenariuszy, czerpiąc pomysły z opowiadań Janczarskiego, wymyślał najczęściej Janusz Galewicz, występujący też pod pseudonimem Łukasz Czerwiec.
Miś Uszatek był bohaterem popularnym głównie wśród dzieci w wieku przedszkolnym – takim dzieciom łatwo się było identyfikować z Uszatkiem, bo z jednej strony przypominał on dostępną wszystkim pluszową zabawkę, a z drugiej strony był poważnym partnerem, kolegą z przedszkola. Na dodatek okazał się bohaterem na wskroś współczesnym, nie tylko w zachowaniu czy języku, ale i w ubiorze, o co zawsze dbał projektant Zbigniew Rychlicki.
W szybkim tempie powstawały filmy na wszystkie możliwe okazje i wszystkie pory roku. Popularność napędziła produkcję i w efekcie do 1987 roku powstały 104 odcinki serialu, co pozwoliło mu zająć drugie miejsce w rankingu produkcji ówczesnych filmów animowanych (pierwsze miejsce należało do Bolka i Lolka, którzy byli bohaterami 150 odcinków i dwóch filmów pełnometrażowych pod tym samym tytułem). 104 odcinki z Misiem Uszatkiem w roli głównej stanowiły materiał na pełne dwa lata cotygodniowej emisji dobranocek w TVP. Potem nadawany był także na innych stacjach, m.in. MiniMini+ i Kino Polska.
Telewizja Polska, finansująca serial zdecydowała o zakończeniu realizacji I części serialu w 1979 r. W tym czasie w studio przygotowano produkcję czterech kolejnych odcinków. Zostały one ukończone w 1980 roku pod ogólnym tytułem Nowe przygody Misia Uszatka z przeznaczeniem do kin na seanse „porankowe” dla dzieci. W filmach tych Miś nie żegnał dzieci w piżamce i nie było końcowej, dobranockowej piosenki.
W piosence początkowej zamiast słów „Na dobranoc, dobry wieczór, miś pluszowy śpiewa wam” widzowie mogli usłyszeć „Kto pamięta moje imię? Kto zapomniał? Powiem wam”.
Produkcja została sfinansowana z pieniędzy otrzymanych przez Studio z Ministerstwa Kultury. Później kontynuowano produkcję serialu telewizyjnego do roku 1987.
Oryginalne lalki Misia Uszatka znajdują się między innymi w ekspozycji: Muzeum Dobranocek w Rzeszowie; Muzeum Zabawek i Zabawy w Kielcach i Muzeum Kinematografii w Łodzi. Były też w Se-ma-for Muzeum Animacji w Łodzi. Do realizacji jednego odcinka wykonywano dwie lub nawet trzy lalki Misia. W trakcie animowania lalki się brudziły, uszkadzały i nie nadawały do dalszych zdjęć. Te zużyte wykorzystywano często jako prezenty dla redaktorów TVP lub urzędników Ministerstwa Kultury decydujących o dalszej produkcji serialu.

## Postacie serialu

### Główne
- Miś Uszatek – tytułowy bohater serialu. Pluszowy miś z oklapniętym lewym uszkiem. Zazwyczaj stateczny i odpowiedzialny, choć trafiają mu się też poczynania nieprzemyślane. Występuje każdorazowo w dwóch rolach – narratora (na początku każdego odcinka, gdy podczas wieczornego układania się do snu wspomina jedną ze swych przygód i na końcu, gdy podsumowuje ją krótkim morałem) oraz bezpośredniego uczestnika akcji (środkowa część odcinka).
- Zajączek – najlepszy przyjaciel Uszatka. Druga co do ważności postać serialu, występuje w 97 na 104 odcinki pierwszej serii i wszystkich czterech drugiej. Roztrzepany, impulsywny i zapominalski, nieraz popada w kłopoty przez swe gapiostwo. W odcinku 2. jest co prawda podane, że Zajączek ma brata Szaraczka (w kilku innych odcinkach rzeczywiście występują dwa zajączki), ale przebieg akcji wskazuje, że bohaterem jest cały czas jeden i ten sam Zajączek.
- Prosiaczek – przyjaciel Uszatka i Zajączka; trochę łasuch, spokojny i przyjacielski, choć niekiedy przejawia cechy sobka, lekceważy uczucia i potrzeby innych. Często wtrąca ulubione powiedzonka ma się rozumieć, eee, co tam.
- Króliczki – para bliźniaków, najmłodsi bohaterowie serialu. Dziecinne i kompletnie nieodpowiedzialne, co i rusz pakują się przez swe poczynania w kłopoty. Jednak w dwóch odcinkach, gdy bohaterowie zostają zaczepieni przez barany i wywiązuje się bójka to króliczki pokazują, że potrafią pokonać silniejszego osobnika w obronie przyjaciół.

### Drugoplanowe
- Kot – szary kocur. Często doradza Uszatkowi, który go nie słucha i zawsze kończy się to źle. Jest przyjacielski, mądry i zawsze gotowy do pomocy, choć też trochę leniwy. Mieszka po sąsiedzku z Uszatkiem i Kruczkiem. Po raz pierwszy pojawia się w odcinku Nauczka. Występuje tylko w serii 2. Pojawia się też w odcinkach: Deszczyk, Gniazdko, Ja czy nie ja..., Prosty sposób oraz po raz ostatni w odcinku Saneczki.
- Kruczek – piesek, przyjaciel Misia Uszatka, Zajączka i Prosiaczka. Wesoły, choć zwykle zachowujący się jeszcze bardziej odpowiedzialnie od Uszatka. Postać animowana niekonsekwentnie – w niektórych odcinkach porusza się, jak inni, na dwóch nogach, a w niektórych na czterech łapach. W pierwszej połowie pierwszej serii występuje bardzo często i jest ważną dla akcji postacią, w drugiej stopniowo schodzi na dalszy plan i pojawia się coraz rzadziej. Postać została usunięta z serialu po interwencji cenzury lat 70. ubiegłego wieku, której nie spodobało się to, że w odcinku Huśtawka, w wersji kolaudacyjnej, po popsuciu się huśtawki źle zrobionej przez Prosiaczka, Kruczek zawołał do przyjaciół „pomożecie Prosiaczkowi”. Skojarzono to z hasłem gierkowskim „pomożecie”, a w dodatku wśród sekretarzy PZPR ważną postacią był Władysław Kruczek[6].
- Ciocia Chrum-Chrum – ciocia i opiekunka Prosiaczka, jedna z nielicznych „dorosłych” postaci w serialu. Młodsi bohaterowie uwielbiają wypieki i dania serwowane przez ciocię. Występuje jako bohater drugoplanowy.
- Mama Królików – druga z „dorosłych” postaci w serialu. Postać drugoplanowa, zajmuje się bliźniakami – małymi króliczkami, które często przysparzają jej nie lada kłopotu.

### Pozostałe
- Alina, Róża, Kajtek – trójka lalek, mieszkających opodal Uszatka. Pojawiają się ok. 15. odcinka, lecz występują dość rzadko. Dobrze zaprzyjaźnione z Uszatkiem, Zajączkiem, Prosiaczkiem.
- Sroczka – trochę złośliwa i plotkarka, niekiedy występuje w roli listonosza. Często dokucza bohaterom i lubi kiedy zdarza się im coś nieprzyjemnego. Zawsze wszystko wie pierwsza.
- Kotka – przedszkolanka, zajmuje się bohaterami, gdy przebywają w przedszkolu. Trzecia „dorosła” postać. Rozsądna i opiekuńcza, lecz konsekwentna wychowawczyni.

Ponadto: dwa Koguciki, Jeż, Wiewiórki, Wróble, Osiołek, Sarenka, Sójka, Mopsik, Strach na wróble, rodzina Kaczek, Jamnik, Baranki, Koziołek, rodzina Bobrów, Sowa, Myszy, Koza-woźna, Pies-hydraulik, Lis.

## Piosenki Misia Uszatka
Słowa do piosenek z czołówki i końcówki napisał Janusz Galewicz. Muzykę skomponował Piotr Hertel. Śpiewał Mieczysław Czechowicz. W czteroodcinkowej serii Nowe przygody Misia Uszatka każdy odcinek otwierany był inną niż w poprzedniej serii piosenką.

## Realizatorzy serialu
- Reżyseria: Lucjan Dembiński, Marian Kiełbaszczak, Dariusz Zawilski, Eugeniusz Ignaciuk, Jadwiga Kudrzycka, Eugeniusz Strus, Teresa Puchowska-Sturlis, Janusz Galewicz, Krystyna Kulczycka, Janina Hartwig
- Scenariusze według opowiadań Czesława Janczarskiego: Janusz Galewicz (też jako Łukasz Czerwiec), Jadwiga Kudrzycka, Janina Hartwig, Eugeniusz Ignaciuk, Marian Kiełbaszczak, Eugeniusz Strus
- Teksty komentarza: Sławomir Grabowski
- Zdjęcia: Eugeniusz Ignaciuk, Stanisław Kucner, Leszek Nartowski, Piotr Jaworski, Bogdan Malicki
- Muzyka: Piotr Hertel
- Narrator: Mieczysław Czechowicz
- Scenografia: Zbigniew Rychlicki

## Lista odcinków
Serial liczy 104 odcinki emitowane w TVP pod tytułem Przygody Misia Uszatka i 4 odcinki pod tytułem Nowe przygody Misia Uszatka.
Nakręcono także serię 38 krótkich filmów z Misiem Uszatkiem zapowiadających programy dobranockowe w TV oraz dwa filmy indywidualne Miś Uszatek w 1962 roku (scenariusz Czesław Janczarski i Lucjan Dembiński) i Zaproszenie w 1968 roku (scenariusz Lucjan Dembiński i Leszek Nartowski) – oba w reżyserii Lucjana Dembińskiego. Muzykę do pierwszego napisał Jerzy Matuszkiewicz, a do drugiego Janusz Sławiński. Projekty plastyczne postaci Zbigniewa Rychlickiego znacznie się różniły od późniejszych, serialowych. Między innymi Miś był szczuplejszy i miał klapnięte prawe uszko, a nie lewe jak w dobranockach. Zbigniew Rychlicki na nowo opracował projekty plastyczne lalek do serialu. Dbał też o to aby w każdym odcinku Miś Uszatek żegnał dzieci w innym kostiumie.

## Charakter wychowawczo-dydaktyczny serialu
Serial animowany opowiada o przygodach Misia Uszatka i jego przyjaciół, którym przytrafiają się różne często niespodziewane przygody. Każdy odcinek kończy się morałem skierowanym do dzieci, który jest podsumowaniem danej historii.

## Uszatek za granicą
Serial o Uszatku jest najlepiej sprzedającym się za granicą produktem Telewizji Polskiej. W dwóch krajach – Słowenii i Finlandii – licencje na emisję filmu odnawiane są co dwa lata, co oznacza, że serial jest nadawany bez przerwy od wielu lat. Co tydzień dzieci z tych krajów mogą obejrzeć jeden odcinek. W Finlandii Uszatek nazywa się „Nalle Luppakorva”, w Słowenii „Medvedek Uhec”, w Katalonii „L’osset Faluc”, w Macedonii „Meczeto Uszko”, w Holandii „Teddy Hangoor”, na Słowacji „Macko Uško”, na Węgrzech „Füles Mackó”, a w Portugalii „O Urso Teddy”. Miś Uszatek zagościł także na ekranach japońskich jako „Oyasumi Kuma-chan” (おやすみクマちゃん).
Program emitowano także w języku białoruskim na antenie Biełsat TV, stacji telewizyjnej TVP skierowanej na rynek białoruski.

## Film kinowy
W marcu 2016 roku zapowiedziano realizację pełnometrażowego filmu o przygodach Misia Uszatka, który miał przedstawiać losy Misia zanim ten zaczął opowiadać dzieciom bajki na dobranoc. Scenariusz pisał Piotr Jasek. Z realizacji filmu jednak nic nie wyszło ze względów finansowych pomimo zapowiadanej gwiazdorskiej obsady w dialogach.

## Pomnik i monety z Uszatkiem
24 października 2009, w ramach projektu Łódź Bajkowa, przy ulicy Piotrkowskiej w Łodzi odsłonięto pomnik Misia Uszatka oraz wyemitowano dukata „Łódkę”, którego głównym motywem graficznym jest Uszatek.
W czerwcu 2010 roku Mennica Polska na zlecenie wyspy Niue, terytorium stowarzyszonego z Nową Zelandią, wybiła 8000 sztuk monet jednodolarowych z wizerunkiem Misia Uszatka i jego przyjaciół. Moneta wchodzi w skład serii Bohaterowie kreskówek emitowanej na wyspie Niue. Wykonano ją ze stopu srebra.